# Edoardo Pantano

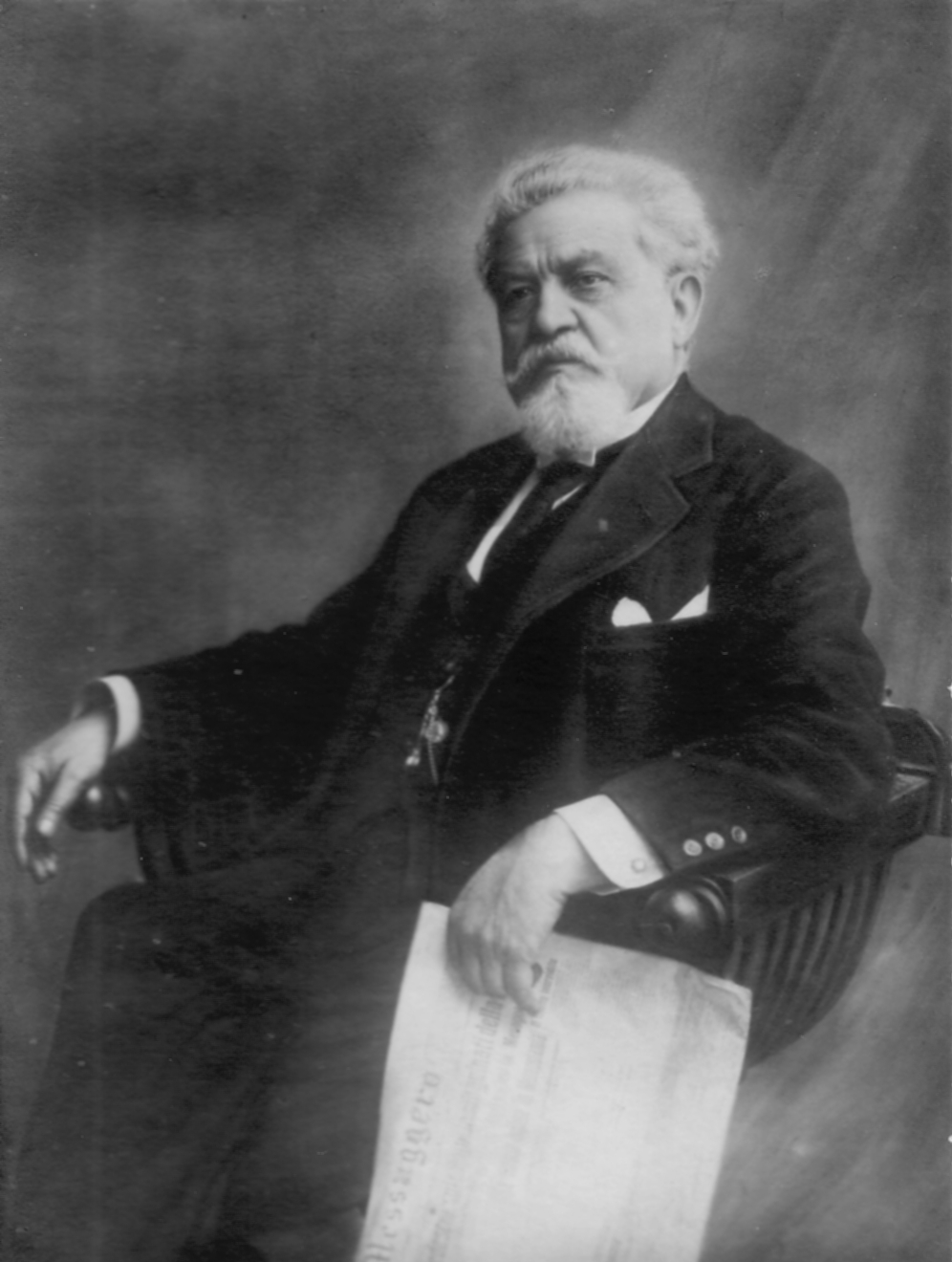
Edoardo Pantano

Edoardo Pantano, född 14 februari 1842 i Assoro på Sicilien, död 1932, var en italiensk politiker.
Pantano studerade medicin och nationalekonomi, stred 1862 och 1866–67 i Giuseppe Garibaldis friskaror, verkade därefter som radikal publicist och blev 1886 deputerad. Han tillhörde länge yttersta vänstern, spelade 1899–1900 en framträdande roll vid obstruktionen i kammaren, blev sedermera mera moderat i sin politiska åskådning och var februari till maj 1906 jordbruksminister i Sidney Sonninos ministär, som till följd av Pantanos tidigare förbindelser med republikanerna utsattes för häftiga angrepp från konservativt håll.